# Närbild – Dubais flygplats
Närbild – Dubais flygplats (engelska: Ultimate Airport Dubai) är en dokumentärserie om Dubais internationella flygplats som sänds på National Geographic Channel mellan 2013 och 2015 med Tom Goodman-Hill som berättarröst.

## Programmet
I programmet följer man livet på Dubais internationella flygplats och följer anställda som de som jobbar i flygtornet, tullen, markpersonalen och flygpersonalen. Idén till programmet presenterades för flygplatsen i januari 2012.